# Hypleurochilus springeri
Hypleurochilus springeri är en fiskart som beskrevs av Randall, 1966. Hypleurochilus springeri ingår i släktet Hypleurochilus och familjen Blenniidae. Inga underarter finns listade i Catalogue of Life.